# 宮本恵美子
宮本 恵美子（みやもと えみこ、現姓：寺山、1937年5月10日 - 2023年12月7日）は、日本の元女子バレーボール選手。1964年東京オリンピックバレーボール女子金メダリスト。東洋の魔女　(Oriental Witches) の主力メンバー。

## 来歴
和歌山県和歌山市出身。和歌山市立明和中学校時代に近畿大会で優勝。和歌山商業高校在学中にスカウトされて、実業団の日紡貝塚（当時）に入部。
入部当初は不器用なタイプで、アタックは強烈だがレシーブやトスがこなせず、「試合に出られなくても球拾いで頑張る」と自分に言い聞かせて、2年間控えにまわる。その姿を見続けてきた大松博文監督（当時）は「必ずモノになる」と確信したと述懐している。しだいにトスやレシーブが上達し、チームが9人制から左アタッカーが有利な6人制にシフトしたこともあり、レギュラーを獲得した。東洋の魔女の一員として、1962年の世界選手権では優勝に大きく貢献しMVPを獲得、「世界一のアタッカー」と呼ばれた。つづく1964年10月の東京オリンピックでも金メダル獲得に大きく貢献した。
現役引退後の1965年3月には元東京オリンピックバスケットボール強化コーチと結婚し、茨城県日立市に長年住み、県内を中心にバレーボールの講演会や指導などに取り組んでいた。
2023年12月7日、敗血症のため茨城県高萩市の病院で死去。86歳没。

## 球歴
- 全日本代表としての主な国際大会出場歴

オリンピック - 1964年
世界選手権 - 1960年、1962年

## 所属チーム
- 市立明和中
- 和歌山商業高校
- 日紡貝塚（1956-1964年）

## 関連作品
- 『いだてん〜東京オリムピック噺〜』（2019年、NHK） - 演：泉川実穂